# Aso (Kumamoto)
Aso (jap. 阿蘇市 Aso-shi) ist eine japanische kreisfreie Stadt in der Präfektur Kumamoto auf der Insel Kyūshū.

## Geographie
Aso liegt östlich von Kumamoto und westlich von Ōita.

## Geschichte
Die Stadt Aso entstand am 11. Februar 2005 durch Zusammenschluss der Gemeinden Aso (阿蘇町, -chō) und Ichinomiya (一の宮町, -chō), sowie dem Dorf Namino (波野村, -son) des Landkreises Aso.

## Verkehr
- Straße
  - Nationalstraßen 57, 212, 265
- Zug
  - JR Hōhi-Hauptlinie: nach Kumamoto oder Ōita

## Söhne und Töchter der Stadt
- Miyagawa Tsuneteru (1857–1936), Protestant, Kirchenführer
- Toshikatsu Matsuoka (1945–2007), Politiker

## Angrenzende Städte und Gemeinden
- Kikuchi
- Taketa
- Hita

## Japanologie
Die Region bildete 1968/69 das Zentrum des japanologischen interdisziplinären Aso-Forschungsprojektes unter der Leitung Alexander Slawiks vom Wiener Institut für Japanologie:
Die Forschungsschwerpunkte lagen auf den Gebieten der Kultur- und Sozialanthropologie, zudem entstanden Arbeiten zur Wirtschafts- und Sozialgeschichte. Das Ergebnis dieses langjährigen Projekts, eine Dokumentation zur Topographie, Sozial- und Wirtschaftsgeschichte, zum ländlichen Gerätebestand sowie zur Situation der burakumin im Aso-Becken, liegt in drei Bänden vor.
- Serie: Aso. Vergangenheit u. Gegenwart eines ländlichen Raumes in Südjapan; Wien 1975-

## Weblinks

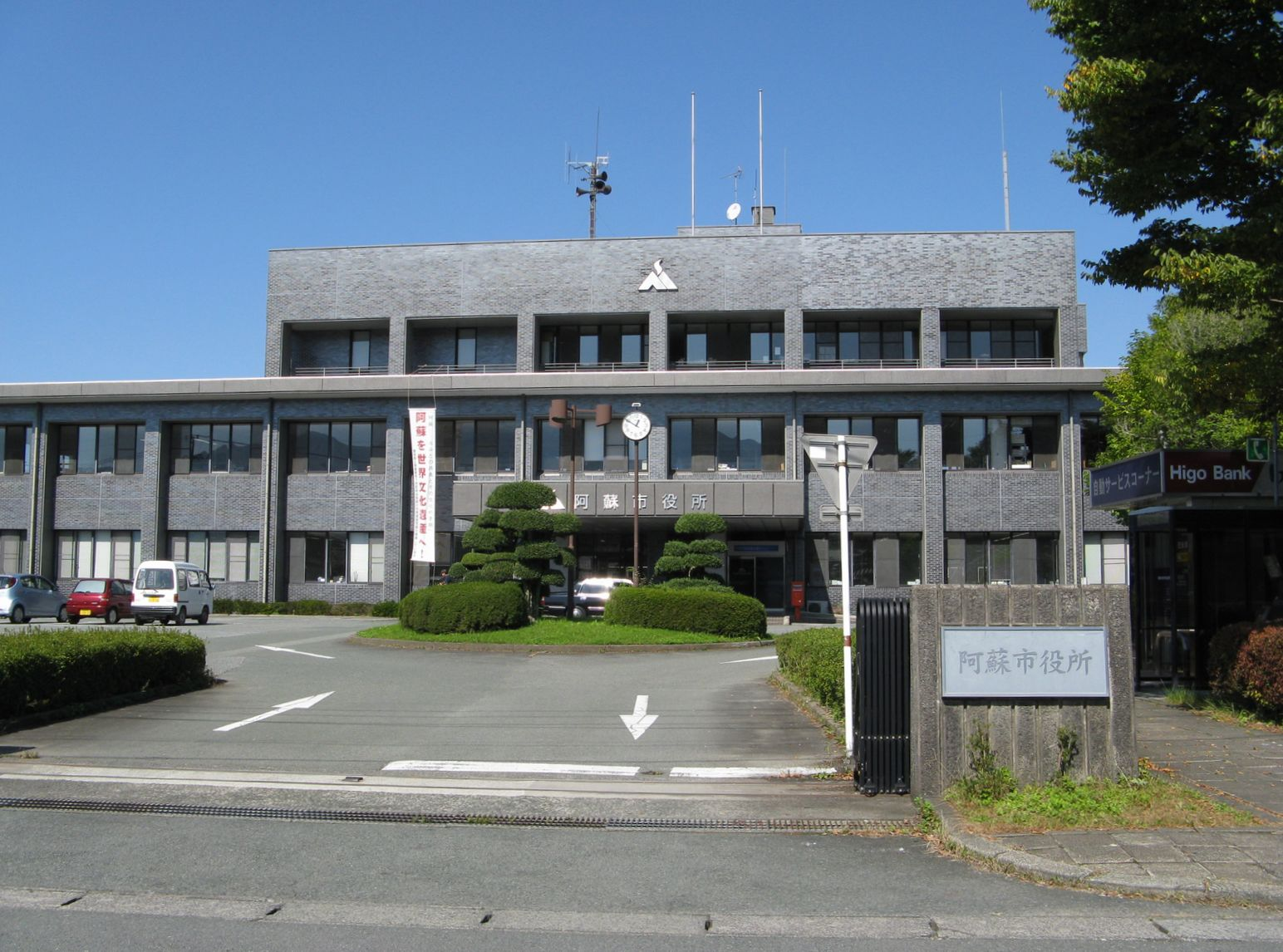
Rathaus von Aso